# En la luna
En la luna es el título del álbum debut de estudio en solitario grabado por el cantautor mexicano Reyli Barba, Fue lanzado al mercado bajo el sello discográfico Sony BMG Norte el 14 de septiembre de 2004.
El álbum está conformado por 12 canciones.
Los temas más destacados son "Amor del bueno" con millones de vistas en la plataforma de YouTube, del mismo modo 
"Desde que llegaste", tema muy popular y conocido coloquialmente por el coro "arababa babasei".
Sin duda el éxito más representativo de este álbum es "La descarada" canción utilizada en la telenovela mexicana de la cadena Televisa Rubí (2004), bajo la producción de José Alberto Castro. Fue protagonizada por Bárbara Mori, Sebastián Rulli y Eduardo Santamarina.
En 2005, debido al éxito de las telenovelas Rubí y Ladrón de corazones en las Filipinas, se editó una versión especial para este país con los temas de entrada de ambas.

## Lista de canciones
| En la luna |                                     |                                                     |          |  |
| N.º        | Título                              | Escritor(es)                                        | Duración |  |
| 1.         | «Calma»                             | Raúl Ornelas · Reyli Barba                          | 4:11     |  |
| 2.         | «Hasta que amanezca»                | Reyli Barba                                         | 3:53     |  |
| 3.         | «Amor del bueno»                    | Reyli Barba                                         | 4:07     |  |
| 4.         | «Tonto enamorado»                   | Reyli Barba                                         | 3:34     |  |
| 5.         | «Al fin me armé de valor»           | Raúl Ornelas · Reyli Barba                          | 3:53     |  |
| 6.         | «Desde que llegaste»                | Reyli Barba                                         | 3:34     |  |
| 7.         | «Ayúdame»                           | Reyli Barba                                         | 4:41     |  |
| 8.         | «Tú»                                | Mario Domm · Reyli Barba                            | 3:11     |  |
| 9.         | «La descarada»                      | Reyli Barba                                         | 3:24     |  |
| 10.        | «Nos quisimos» (con Franco de Vita) | Reyli Barba                                         | 4:55     |  |
| 11.        | «Sé quién soy»                      | Karen Juantorena · Francisco Paniagua · Reyli Barba | 3:31     |  |
| 12.        | «No era Necesario (Demo)»           | Raúl Ornelas · Reyli Barba                          | 3:53     |  |

| En la luna - Edición Especial (Bonus Track) |                           |              |          |  |
| N.º                                         | Título                    | Escritor(es) | Duración |  |
| 13.                                         | «Al fin me arme de valor» | Reyli Barba  | 4:11     |  |

| En la luna - Edición Especial (Bonus DVD) |                                               |              |          |  |
| N.º                                       | Título                                        | Escritor(es) | Duración |  |
| 1.                                        | «Concierto en Chiapas»                        |              | 01:25:00 |  |
| 2.                                        | «Amor del bueno (videoclip)»                  |              |          |  |
| 3.                                        | «Desde que llegaste (videoclip)»              |              |          |  |
| 4.                                        | «Al fin me arme de valor (videoclip)»         |              |          |  |
| 5.                                        | «No era necesario (videoclip)»                |              |          |  |
| 6.                                        | «Amor del bueno (Detrás de cámaras)»          |              |          |  |
| 7.                                        | «Al fin me arme de valor (Detrás de cámaras)» |              |          |  |
| 8.                                        | «Desde que llegaste (Detrás de cámaras)»      |              |          |  |
| 9.                                        | «Fotogaleria»                                 |              |          |  |
| 10.                                       | «Wallpapers»                                  |              |          |  |

| En la luna - Edición Especial Filipinas |                                         |              |          |  |
| N.º                                     | Título                                  | Escritor(es) | Duración |  |
| 13.                                     | «Ladron de corazones (Telenovela Edit)» | Reyli Barba  | 4:41     |  |
| 14.                                     | «La descarada (Telenovela Edit)»        | Reyli Barba  | 4:41     |  |

- Datos: Q65164566